# Вільям Голдінг
Ві́льям Дже́ральд Го́лдінг (англ. William Gerald Golding; 19 вересня 1911, Сент-Колумб-Майнор, графство Корнуолл, Велика Британія — 19 червня 1993, Перранавортал, Корнуол, Велика Британія) — англійський письменник, лауреат Нобелівської премії з літератури 1983 року.

## Життєпис

### Дитинство

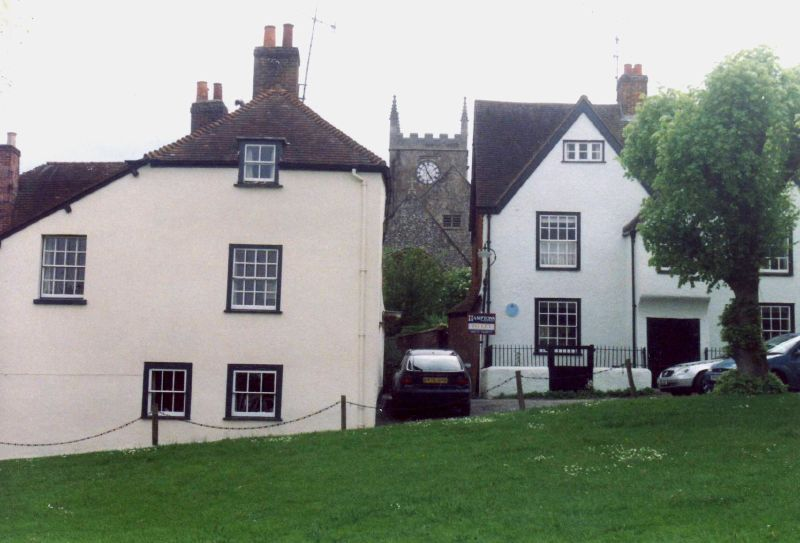
Будинок у місті Мальборо, у якому народився Вільям Голдінг

Вільям Джеральд Голдінг народився у сім'ї, в якій його батько Алек Вільям Голдінг був шкільним вчителем середньої школи міста Мальборо (англ. Marlborough Grammar School), — ерудованою людиною радикальних політичних поглядів з міцною вірою в науку; його мати Мілдред брала участь у феміністичному русі.

### Освіта
Середню освіту Вільям разом зі старшим братом Джозефом отримав у граматичній школі Мальборо, де викладав батько. У 1930 році Вільям Голдінг вступив до лав Оксфорду як студент коледжу Бразеноуз, де він вивчав природничі науки впродовж двох років за бажанням батьків. У 1935 році він отримав ступінь бакалавра з англійської літератури.

### Одруження
30 вересня 1939 року одружився з Енн Брукфілд, спеціалісткою з аналітичної хімії. Подружжя мало сина Девіда та доньку Джуді.

### Робота
Після закінчення коледжу Вільям Голдінг працював у розрахунковій палаті в Лондоні, писав п'єси (які сам і ставив в одному з невеликих театрів). У 1939 р. переїхав до Солсбері, де влаштувався викладачем англійської мови та філософії у школі єпископа Вордсворта.

### Війна
У період 1940–1945 роках Вільям служив у лавах військово-морського флоту на ракетоносці. Брав участь в потопленні німецького лінкора «Бісмарк» і Нормандській десантній операції. Друга світова рішуче вплинула на погляди Вільям Голдінга, який, згадуючи воєнні роки, казав:
|  | Я почав розуміти, на що здатні люди. Кожен, хто пройшов війну і не зрозумів, що люди творять зло подібно до того, як бджола — мед, — або сліпий, або не в своєму розумі. |

### Повернення
Після звільнення з флоту Вільям повернувся до викладацької діяльності у Солсбері, де незабаром почав вивчати давньогрецьку мову і продовжував писати. У 1935 році опублікував том віршів. Після цього тривалий час ніде не друкувався. Перший роман Голдінга «Володар мух» («Lord of the Flies») був опублікований лише в 1954 р. і одразу ж після виходу мав надзвичайний успіх.
У 1955 був обраний до Королівської літературної спілки. У 1961 залишив викладання і цілком присвятив себе літературній діяльності. 1988-го року був посвячений у лицарі.

## Смерть
Помер Вільям Голдінг у своєму будинку 19 червня 1993 року в Перранаруортолі, Велика Британія. 

## Твори

Обкладинка роману Вільяма Голдінга «Володар мух». Видавництво «Основи» 2000 рік.

- 1934 — Вірші (Poems)
- 1954 — Володар мух (Lord of the Flies)
- 1955 — Нащадки (The Inheritors)
- 1956 — Крадій Мартін (Pincher Martin)
- 1956 — Надзвичайний посол (Envoy Extraordinary)
- 1958 — Мідний метелик (The Brass Butterfly), п'єса
- 1959 — Вільне падіння (Free Fall)
- 1964 — Шпиль (The Spire)
- 1965 — Гарячі ворота (The Hot Gates), оповідання
- 1967 — Піраміда (The Pyramid)
- 1970 — Клонк-клонк (Clonk Clonk)
- 1971 — Бог Скорпіон (The Scorpion God)
- 1979 — Видима пітьма (Darkness Visible)
- 1982 — Рухома мішень (A Moving Target), оповідання
- 1982 — Нессі — легенда (Nessie — The Legend), стаття
- 1984 — Паперові люди (The Paper Men)
- 1985 — Щодення єгиптянина (An Egyptian Journal)
- До країв світу (To the Ends of the Earth), трилогія:
  - 1980 — Обряд ініціації (Rites of Passage)
  - 1987 — Безпосередньо близько (Close Quarters)
  - 1989 — Вогонь внизу (Fire Down Below)
- 1996 — Подвійна мова (The Double Tongue), посмертно

## Переклади українською
- Вільям Голдінг. Володар мух. Шпиль. Переклад з англійської: Соломія Павличко (Володар мух), Юрій Лісняк (Шпиль). Київ: Молодь, 1988.– 328 с. ISBN 5-7720-0136-1

- (перевидання) Вільям Голдінг. Володар мух. Переклад з англійської: Соломія Павличко; худ. П. Машков. Київ: Основи, 2000.– 254 с. 1-ше видання ISBN 966-500-027-6
- (перевидання) Вільям Голдінг. Володар мух. Переклад з англійської та передмова: Соломія Павличко; художник: П. Машков. Київ: Основи, 2004.– 254 с. 2-ге видання ISBN 966-500-027-6
- (перевидання) Вільям Голдінг. Володар мух. Переклад з англійської: Соломія Павличко. Харків: КСД, 2015, 2016. 304 с. ISBN 978-966-149-097-9

- Вільям Голдінг.  Бог Скорпіон. Переклад з англійської: Дмитро Костенко. Київ: журнал «Всесвіт» № 12(720) 1988. завантажити з е-бібліотеки Чтиво [Архівовано 25 грудня 2019 у Wayback Machine.]

- (видання окремою книжкою) Вільям Голдінг. Бог Скорпіон. Переклад з англійської: Дмитро Костенко. Чернівці: Книги — ХХІ. 2015. — 112 с. — ISBN 978-617-614-114-3

- Вільям Голдінг. Спадкоємці. —  Переклад з англійської: Ярослава Панко. Вавилонська бібліотека, 2021. 208 с. — ISBN 978-966-97782-9-1

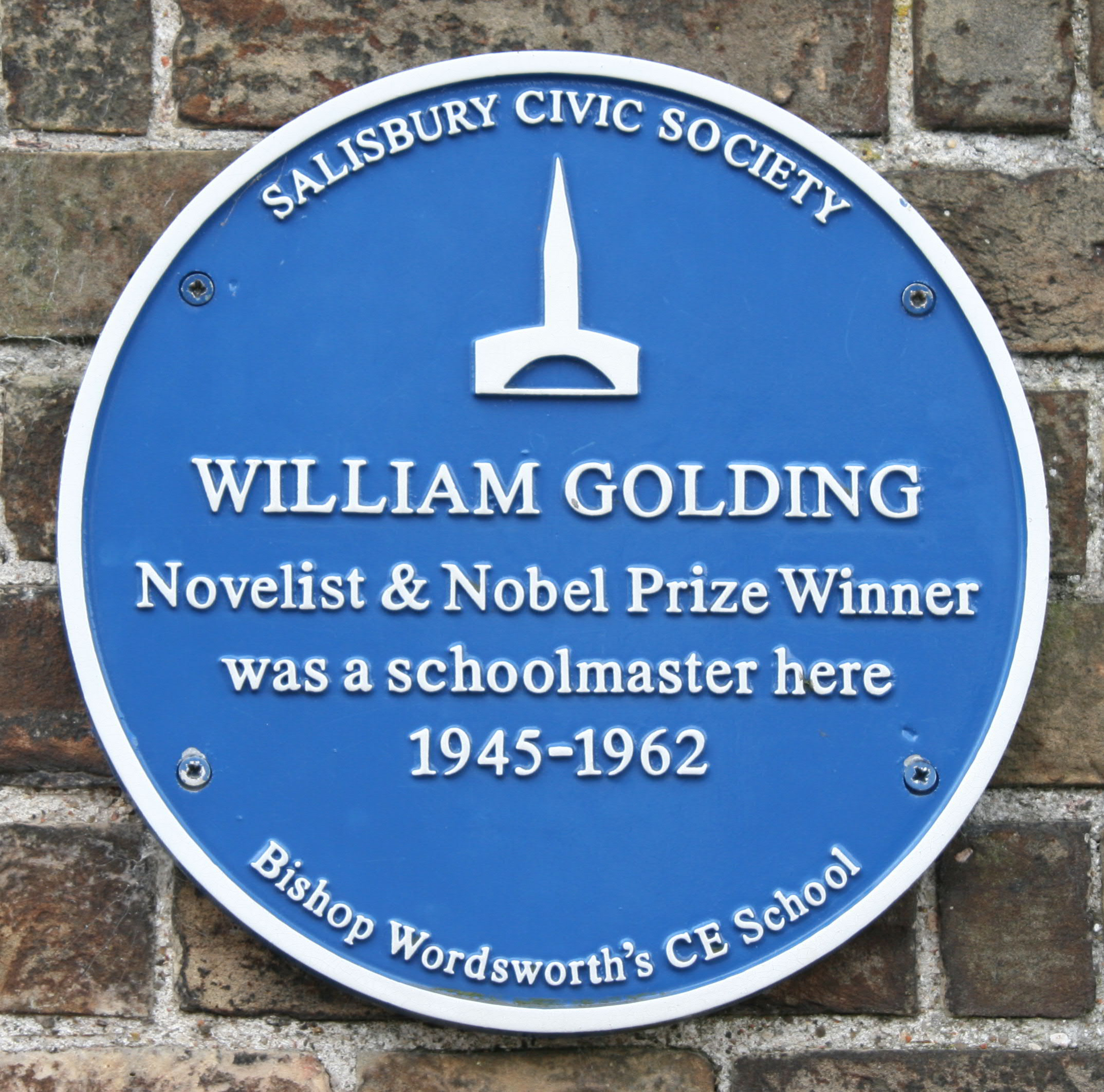
Меморіальна таблиця на стіні школи в Солсбері

## Визнання
У 1983 році Голдінг був удостоєний Нобелівської премії «за романи, які допомагають зрозуміти умови існування людини у світі».
- 1980 рік — Букерівська премія за «Обряд переходу» («Rites of Passage»).
- 1983 рік — Нобелівська премія з літератури за «Володаря мух» («Lord of the Flies»).

## Відлуння
За мотивами повісті «Володар мух» були написані однойменні пісні гуртів:
- Iron Maiden, альбом «The X-Factor» (1995, Велика Британія)
- Rage, альбом «Carved In Stone» (2008, Німеччина)